# گلیز (آشپزی)

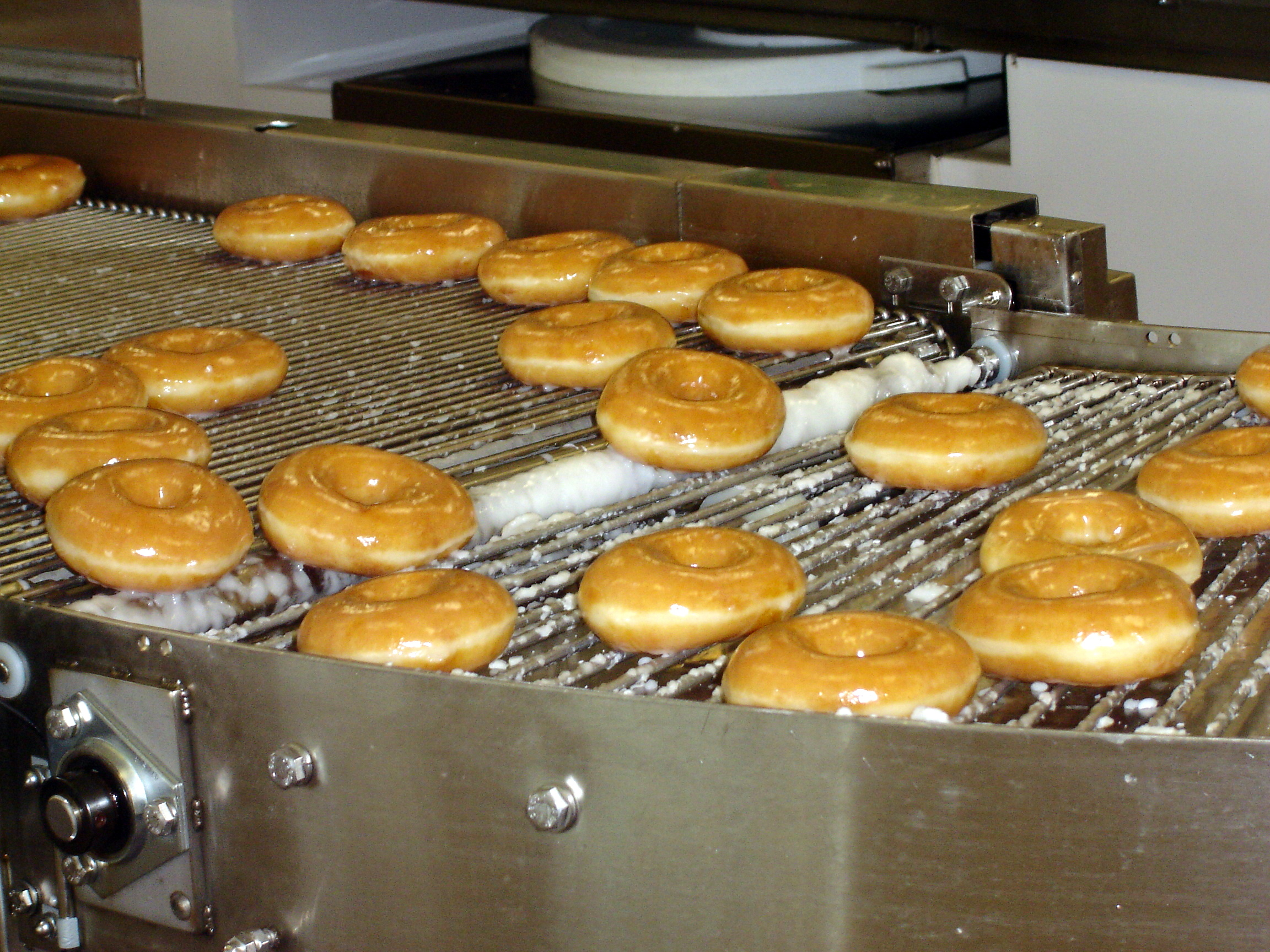
پوشش گلیز روی دونات

در آشپزی، گلیز پوششی براق و شفاف است؛ که با فرو بردن، چکاندن یا استفاده از قلم مو روی سطح بیرونی اعمال می‌شود. بسته به ماهیت و اثر مورد نظر، گلیز ممکن است قبل یا بعد از پخت و پز استفاده شود. ممکن است مزه شیرین یا اومامی داشته باشد (در شیرینی پزی، مزه شیرین به نام گلاساژ شناخته می‌شود). گلیزهای معمولی شامل سفیده تخم مرغ هم زده، برخی از انواع آیسینگ، و مربا (مانند ناپاژ)، و ممکن است شامل کره، شکر، شیر، روغن، و میوه یا آب میوه باشد.

## نمونه‌ها

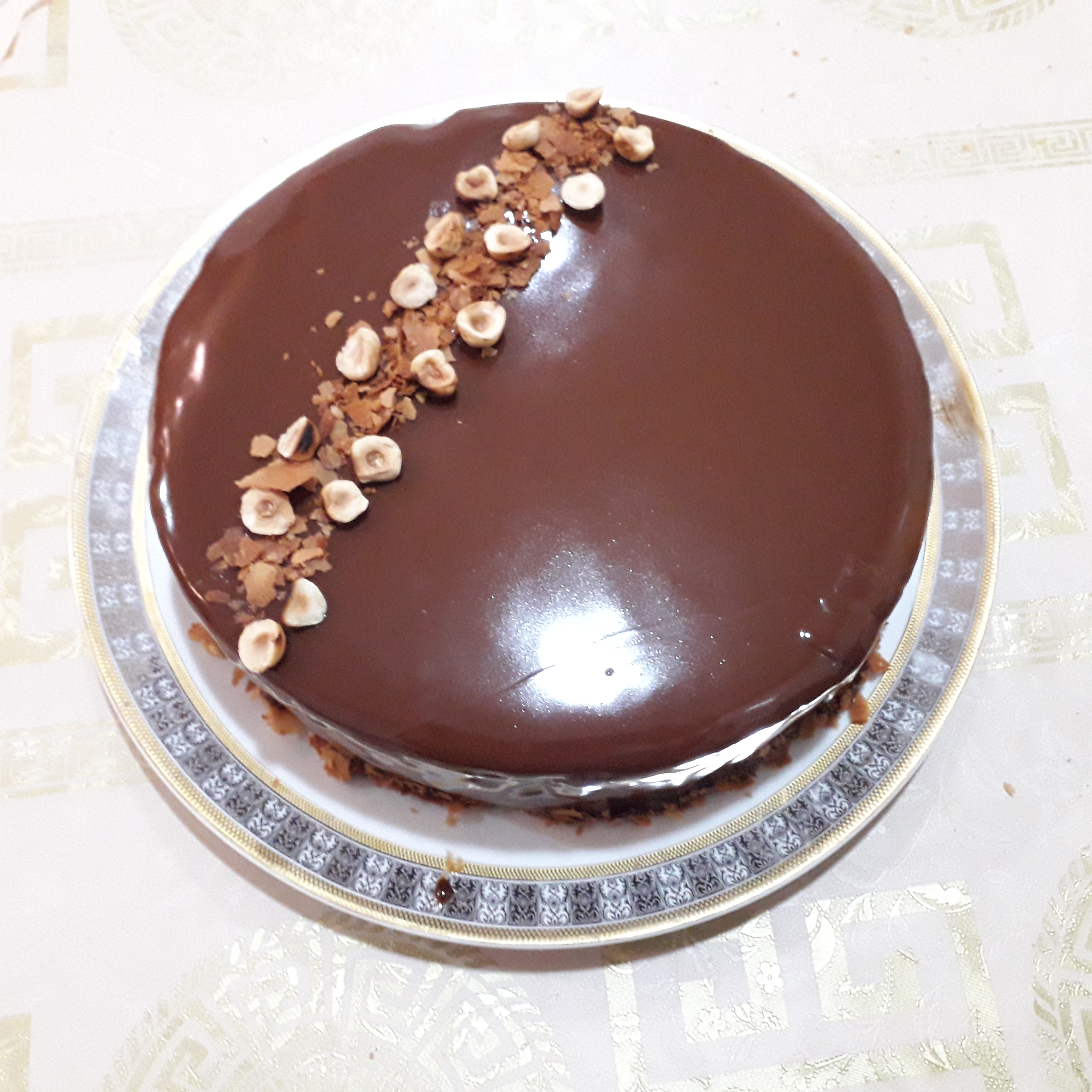
گلیز آینه‌ای روی انترمت.

گلیز دونات از مخلوط ساده شکر قنادی و آب تهیه می‌شود و سپس روی دونات‌ها ریخته می‌شود. برخی از شیرینی‌ها دارای پوششی از سفیده تخم مرغ هستند. برخی دیگر «گلیز آینه‌ای» استفاده می‌کنند که به اندازه‌ای براق است که نور را مانند آینه انعکاس می‌دهد، و برخی از آب نبات‌ها و شیرینی‌ها با گلیز موم خوراکی، پوشانده می‌شوند.

## تاریخچه
منشأ پیدایش گلیز را می‌توان در دوره قرون وسطی بریتانیا دانست. یک گلیز معمولی قرون وسطایی انگلیسی، گلیز «الیزابتی» بود که از سفیده تخم‌مرغ و شکری که عمدتاً در شیرینی‌های آن زمان استفاده می‌شد، درست می‌کردند.